# Himeji, Hyōgo
Himeji (姬路市 (Cơ Lộ thị) Himeji-shi) là thành phố lớn thứ hai của tỉnh Hyōgo và là một đô thị trung tâm vùng của vùng Tây Kinki, Nhật Bản. Thành phố lớn nhất tỉnh Hyōgo là Kobe.

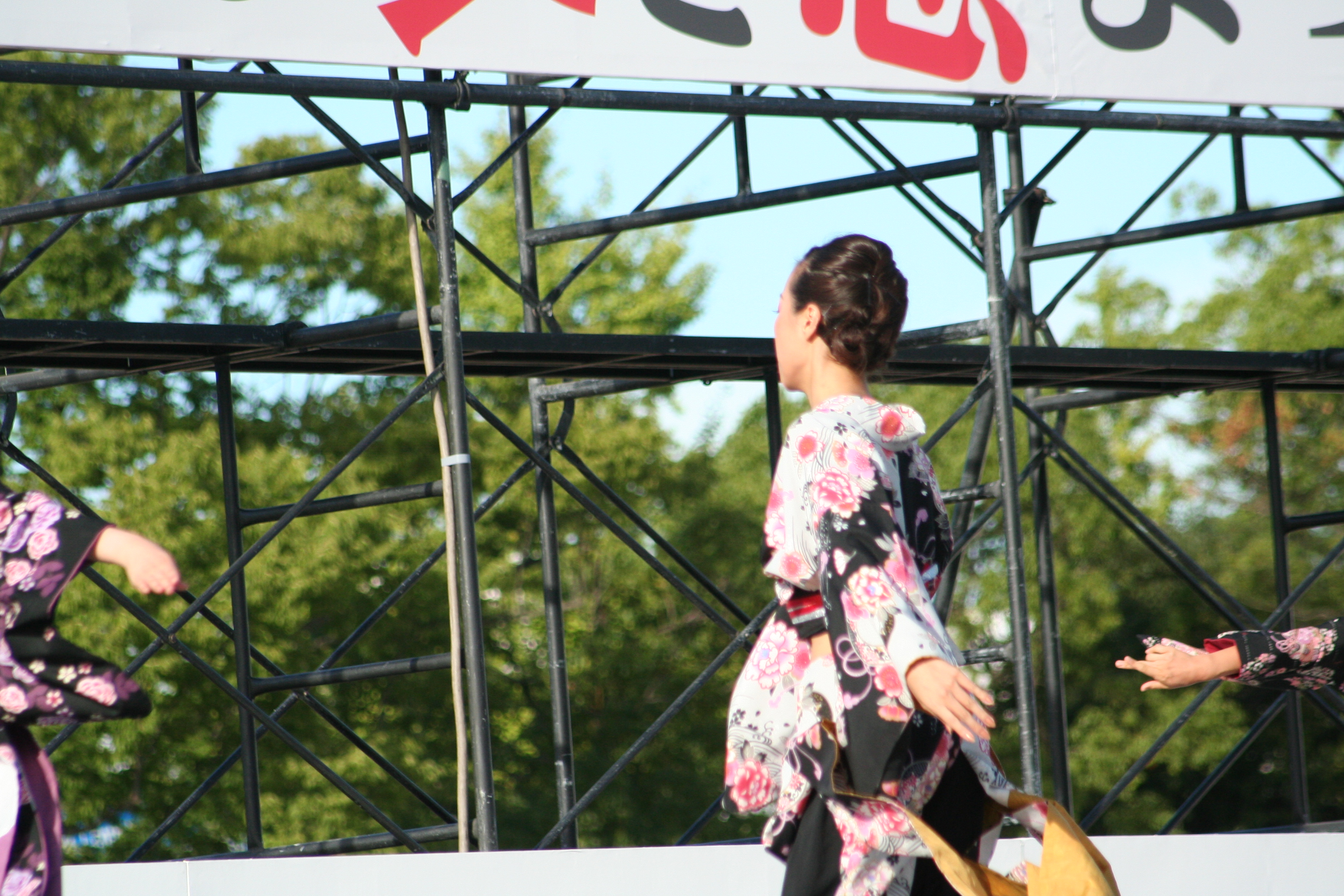
08 tháng 8 năm 2010. Castle Festival. Yosakoi nhảy.

Thành phố Himeji được thành lập từ năm 1889 ở phía Tây Nam của Hyōgo, thuộc phần giữa phía Tây của đồng bằng Harima. Himeji có nhiều sông ngòi chảy qua. Phía bắc thành phố là khu vực có nhiều núi. Thành Himeji nằm trên một quả núi ở đó. Phía Nam thành phố trông ra biển Seto Naikai.
Đây là trung tâm thương mại lớn thứ hai của Hyōgo. Ngành chế tạo ở Himeji rất phát triển, nhất là các ngành luyện kim, điện tử. Ngành du lịch ở đây phát triển nhờ có di sản thế giới UNESCO (văn hóa) thành Himeji, các đền chùa như chùa Engyō, và lễ hội Genshūnoaki nổi tiếng.